# 1040 Klumpkea
1040 Klumpkea è un asteroide della fascia principale del diametro medio di circa 35 km. Scoperto nel 1925, presenta un'orbita caratterizzata da un semiasse maggiore pari a 3,1116651 UA e da un'eccentricità di 0,1939318, inclinata di 16,68282° rispetto all'eclittica.
Il suo nome è in onore di Dorothea Klumpke, astronoma amatoriale e prima donna a conseguire un dottorato in matematica alla Sorbona di Parigi.